# Martin Feigenwinter
Martin Feigenwinter (Liestal, 20 maart 1970) is een Zwitsers voormalig schaatser.
Feigenwinter nam deel aan vele Europese en wereldkampioenschappen en kwam ook uit op de Olympische Spelen van Hamar en Nagano. Op de grote toernooien kwalificeerde Feigenwinter zich niet altijd voor de slotafstand, de 10 kilometer, waardoor zijn resultaten bij die toernooien wisselend waren, zo plaatste hij zich op het WK allround 2000 wel voor de slotafstand en werd uiteindelijk twaalfde. Ook eindigde hij op het WK afstanden enkele malen in de top tien op de 10 kilometer.
Zijn zwakke sprint zat de stayer in de weg. In 2002 beëindigde hij zijn internationale carrière.

## Persoonlijke records
| Afstand      | Tijd     | Datum             | Baan    |
| ------------ | -------- | ----------------- | ------- |
| 500 meter    | 39,90    | 15 januari 2000   | Hamar   |
| 1000 meter   | 1.17,85  | 29 september 2001 | Calgary |
| 1500 meter   | 1.53,66  | 29 januari 2000   | Calgary |
| 3000 meter   | 3.54,77  | 10 augustus 2001  | Calgary |
| 5000 meter   | 6.34,84  | 29 januari 2000   | Calgary |
| 10.000 meter | 13.38,04 | 27 maart 1998     | Calgary |

## Resultaten
| Jaar | EK Allround | WK Allround | WK Afstanden          | Olympische Spelen | WK Junioren |
| ---- | ----------- | ----------- | --------------------- | ----------------- | ----------- |
| 1989 |             |             |                       |                   | NC45        |
| 1990 |             | NC36        |                       |                   |             |
|      |             |             |                       |                   |             |
| 1993 | NC25        | NC31        |                       |                   |             |
| 1994 | NC25        | NC31        |                       | 28e 5000m         |             |
| 1995 | NC26        | NC34        |                       |                   |             |
| 1996 | NC29        | NC37        |                       |                   |             |
| 1997 | NC24        | NC31        | 10e 10.000m           |                   |             |
| 1998 |             | NC34        | 7e 10.000m            | 21e 5000m         |             |
|      |             |             |                       |                   |             |
| 2000 | 14e         | 12e         | 14e 5000m 13e 10.000m |                   |             |
| 2001 | 15e         |             |                       |                   |             |
| 2002 | NC26        |             |                       |                   |             |